# Discocyrtulus bresslaui
Discocyrtulus bresslaui is een hooiwagen uit de familie Gonyleptidae.